# 1912 en philosophie
Chronologie de la philosophie
- 1908
- 1909
- 1910
- 1911
- 1912
- 1913
- 1914
- 1915
- 1916

L’année 1912 a été marquée, en philosophie, par les événements suivants :

## Publications
- Problèmes de philosophie, ouvrage de Bertrand Russell, traduit en français en 1989.
- Le Sentiment tragique de la vie (en espagnol Del sentimiento trágico de la vida), ouvrage de Miguel de Unamuno.

### Traductions
- Jacques Gaffarel : Abdita divinae Cabalae mysteria contra Sophistarum logomachiam defensa, Paris, H. Blagaeart, 1625. Comme Jean Pic de la Mirandole, il y définit la cabale. « l'explication mystique des écritures, explication qui fut transmise avant et après la venue du Christ ». Réponse aux Questions sur la Genèse du père Mersenne. Profonds mystères de la Cabale divine, traduction française de Samuel Ben-Chesed, Introduction du Dr Marc Haven, Paris, Beaudelot, 1912 ; réimpression anastatique, Milan, Éditions Archè, 1975  (ISBN 88-7252-106-8) ;

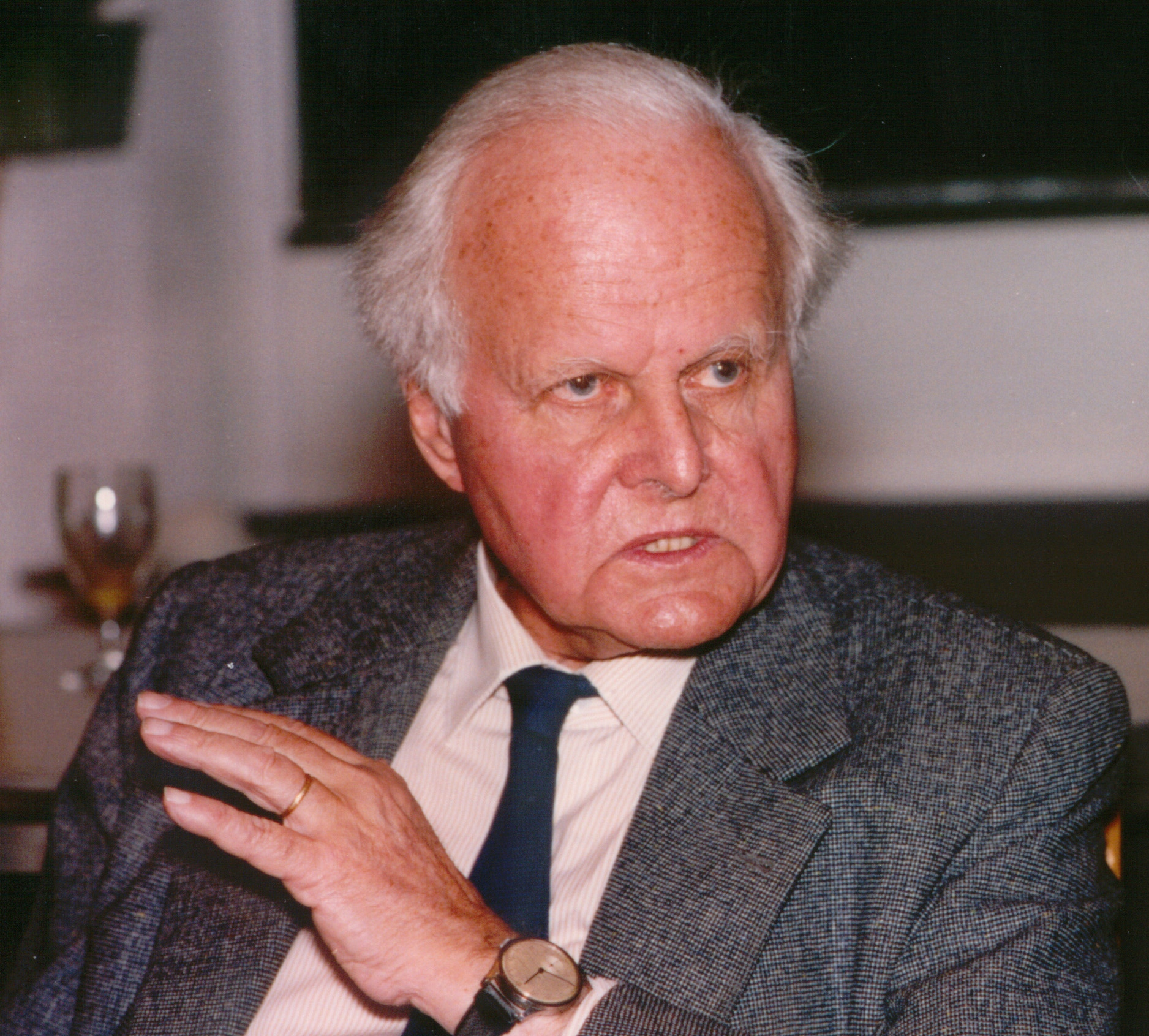
Carl Friedrich von Weizsäcker (1912–2007)
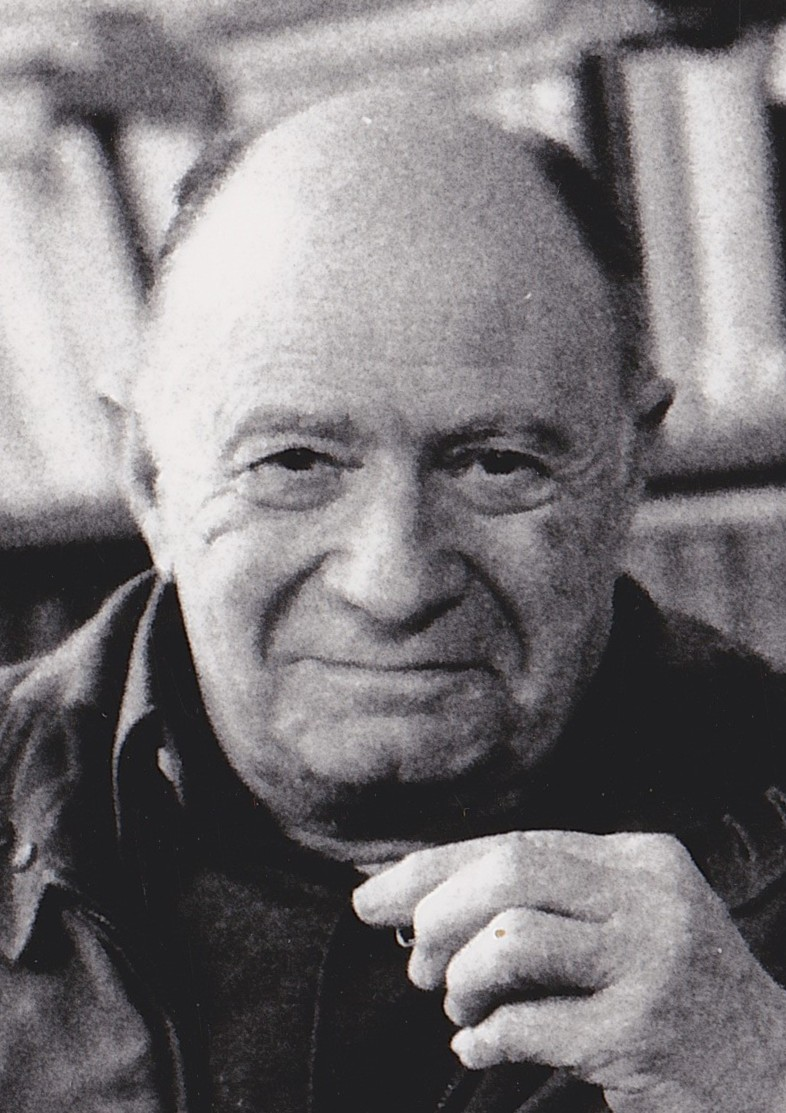
Jacques Ellul
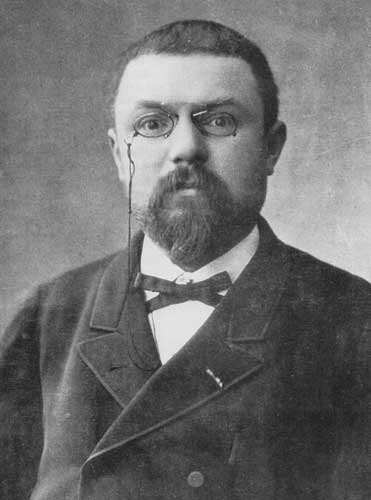
Henri Poincaré

## Naissances
- 6 janvier : Jacques Ellul (France, -1994), José Pedro Galvão de Sousa (Brésil, 1992)
- 27 janvier : Arne Næss, philosophe norvégien, mort en 2009 à l'âge de 96 ans.
- 30 janvier : Francis Schaeffer (USA, -1984), Horst Matthai Quelle (Allemagne, -1999)
- 19 février : Friedrich Kaulbach (Allemagne, -1992)
- 25 avril  : Teodorico Moretti Costanzi (Italie, -1995)
- 20 mai : Wilfrid Sellars (USA, -1989)
- 3 juin : Stanislas Breton (France, -2005)
- 10 juin : Franz Jakubowski (en) (Pologne, -1970)
- 28 juin : Carl Friedrich von Weizsäcker (1llemagne, -2007)
- 30 juin : Leopoldo Zea Aguilar (Mexique), mort en 2004 à l'âge de 91 ans.
- 4 août : Henri Maldiney, philosophe français, mort en 2013 à l'âge de 101 ans.
- 30 août : Pavol Strauss (Slovaquie, -1994)
- 8 septembre : Marie-Dominique Philippe (France, -2006)
- 27 septembre : Arturo Ardao (Uruguay, -2003)
- 18 novembre : Walter Schulz (Allemagne, -2000)
- 24 novembre : Bernard Delfgaauw (Pays-Bas, -1993)
- 30 novembre : Walter Ong (USA, -2003)
- 28 décembre : Georg Klaus (Allemagne, -1974)
- ? : Jean Fallot (France, -1992)
- ? : Giuseppe Maria Sciacca (en) (Italie, -1995)

## Décès
- 14 janvier : Otto Liebmann (Allemagne, 1840-)
- 16 janvier : Alfred Fouillée, philosophe français, né en 1838, mort à 73 ans.
- 19 mai : Bolesław Prus (Pologne, 1847-)
- 17 juillet : Henri Poincaré (France, 1854-)
- 18 juillet : Gideon Spicker (Allemagne, 1840-)
- 20 juin : Voltairine de Cleyre (États-Unis d'Amérique, 1866-)
- 29 août : Theodor Gomperz (Autriche, 1832-)
- 9 décembre : Carl Justi (Allemagne, 1832-)
- ? : Raffaele Mariano (Italie, 1840-)
- ? : Shadworth Hodgson (Angleterre, 1832-)